# مالکوم برادبری
مالکوم برادبری (انگلیسی: Malcolm Bradbury؛ ‏ ۷ سپتامبر ۱۹۳۲ – ۲۷ نوامبر ۲۰۰۰) منتقد ادبی، رمان‌نویس، نویسنده، فیلم‌نامه‌نویس، استاد دانشگاه و آموزگار اهل بریتانیا بود. وی بین سال‌های ۱۹۵۵ تا ۲۰۰۰ میلادی فعالیت می‌کرد.
از فیلم‌ها یا مجموعه‌های تلویزیونی که وی در آن‌ها نقش داشته است، می‌توان به بلات در چشم‌انداز اشاره نمود.
وی همچنین برندهٔ جوایزی همچون نشان شوالیه و نشان امپراتوری بریتانیا شده‌است.